# Julius Emes
Julius Emes (* um 1580; † nach 1629) war ein Bildhauer der Renaissance und des Barock, dessen Werke sich vor allem in der bayerischen Rhön erhalten haben. Emes gilt als einer der wenigen namentlich bekannten Bildstockmeister und schuf religiöse Kleindenkmäler in der Bildstocklandschaft Franken.

## Leben
Julius Emes wurde in der zweiten Hälfte des 16. Jahrhunderts geboren. Da die ersten Arbeiten des Bildhauers im Jahr 1600 nachgewiesen werden können, ist davon auszugehen, dass Emes um 1580 geboren wurde und früh eine künstlerische Ausbildung erhielt. In der Rhön existierten in der Spätrenaissance mehrere Bildhauer mit dem Nachnamen Emes, die wohl in einem nicht bekannten Verwandtschaftsverhältnis zu Julius standen. Nachweisbar sind Valentin Emes, Balthasar Emes, Nikolaus Emes und Max Emes. Die beiden Letztgenannten lieferten Figuren und Altäre für die Münnerstädter Pfarrkirche. Daneben lebte zwischen 1575 und 1600 ein Wolf Emes in Münnerstadt, bei dem es sich vielleicht um den Vater und Lehrer von Julius handelte.
Seit 1601 ist Julius Emes in den städtischen Steuerbüchern von Münnerstadt erwähnt. Er besaß ein Wohnhaus in der Stadt, betrieb eine Werkstatt und hielt auch Tiere, so zahlte er Steuern für eine Kuh. Emes wurde als selbstständiger Meister genannt. Er verzog später nach Großbardorf, wo weitere Arbeiten entstanden und auch die Verträge über seine Hauptwerke geschlossen wurden. Emes wirkte im Gebiet des Hochstifts Würzburg. Er war einer der Bildhauer, der für den Fürstbischof Julius Echter von Mespelbrunn arbeitete und dessen gegenreformatorische Agenda durch seine Arbeiten unterstützte.
Emes ist insbesondere über die von ihm geschaffenen Wappenschilde bekannt, die mit seinen Initialen „I E“ ausgestattet wurden. Sie wurden im Auftrag des Würzburger Fürstbischofs geschaffen und zeigen in der Regel die drei Ringe der Familie Echter oder das gemehrte Bischofswappen des Julius. Daneben nahm Emes auch Aufträge vom Bruder Valentin Echter von Mespelbrunn des Julius Echter an. So geht auch sein Hauptwerk auf den Amtmann Valentin zurück. Es ist das Epitaph für diesen, das schon zu Lebzeiten des Adeligen gearbeitet wurde und um 1614 entstand. Die letzte nachweisbare Arbeit ist ein Bildstock in Sulzfeld im Grabfeld. Es ist davon auszugehen, dass Emes um 1629 starb. Arbeiten von ehemaligen Werkstattmitgliedern und seines Umfeldes lassen sich auch später noch nachweisen.

## Werke (Auswahl)
Die Arbeiten von Julius Emes haben künstlerisch eine hohe Qualität. Insbesondere die Bildstöcke des als Bildstockmeister zu bezeichnenden Mannes rechnen qualitativ zu den höchsten in Franken, sie wurden von hochgestellten Stiftern wie etwa Kilian Gullmann, dem Abt von St. Stephan, in Auftrag gegeben. So haben sich heute noch mehrere Arbeiten in den Landkreisen Bad Kissingen und Rhön-Grabfeld erhalten.
Als Hauptwerk des Künstlers gilt das Epitaph des Valentin Echter von Mespelbrunn aus der Zeit um 1614. Es stand ursprünglich in der Dreifaltigkeitskirche in Gaibach und befindet sich heute im Würzburger Museum für Franken. Zur Anpassung des Kunstwerks an die Museumsräumlichkeiten wurden größere Eingriffe in die Substanz des Epitaphs vorgenommen. 
Emes Arbeitsweise wurde bereits in den 1920er Jahren beschrieben. Er arbeitete vor allem mit dem Rhön-Sandstein seiner Münnerstädter Heimat. Für das Echter-Epitaph benutzte er jedoch auch Alabaster. Wegen der Vielzahl von Arbeiten, die sich von Emes erhalten haben, ist insbesondere bei seinen Bildstöcken die Entwicklung seines Stils nachweisbar. Dieser wird als malerisch beschrieben, daneben tauchen immer wieder Zuschreibungen wie „impressionistisch“ auf. Die Sandsteinarbeiten des Künstlers sind heute vom Verfall bedroht. 
- nach 1580: Wappenschild, Hohntor Neustadt an der Saale
- 1600: Epitaph für Jakob Baimer, Pfarrkirche Aschach
- 1602: Wappenschild, Burglauer
- 1609: Bildstock für Kilian Gullmann, Wülfershausen an der Saale
- 1610: Bildstock, Münnerstadt
- 1610: Wappenschild, Pfarrkirche Münnerstadt
- 1610/1615: Auferstehungsrelief, Pfarrkirche Thundorf in Unterfranken
- 1611: Portal, Deutschordensschloss Münnerstadt
- 1612: Bildstock, Großbardorf
- 1613: Wappenschild, Pfarrkirche Aschach
- 1614: Wappenschild, Pfarrkirche Saal an der Saale
- 1614/1615: Epitaph für Valentin Echter von Mespelbrunn, heute Museum für Franken Würzburg
- 1615: Bildstock, Mellrichstadt
- 1616: Bildstock, Großwenkheim, abgegangen
- 1616: Wappenstein, Bad Königshofen im Grabfeld
- 1617: Bildstock, Geckenau
- 1617: Bildstock, Saal an der Saale
- 1629: Bildstock, Sulzfeld im Grabfeld